# Lucia Danieli
Lucia Danieli (ur. 4 lutego 1927 w Arzignano, zm. w 16 stycznia 2005 w Lonigo) – mezzosopran, włoska śpiewaczka operowa, śpiewająca w latach 50 i 60. głównie na scenach włoskich.

## Życiorys
Studiowała śpiew operowy we Florencji u Arriga Pedrolla. Zadebiutowała 30 listopada 1948 małą rolą Klotyldy w Normie Vincenza Belliniego w Teatro Comunale we Florencji u boku Marii Callas (po raz pierwszy śpiewającą rolę, która miała się stać jednym z jej największych sukcesów). W 1952 wystąpiła w La Scali (jako Cieca w  Giocondzie, również u boku Callas).
Lucia Danieli nie zrobiła wielkiej międzynarodowej kariery, będąc w cieniu dwóch ówczesnych mezzosopranowych gigantów, Giulietty Simionato i Fedory Barbieri i koncentrując swoją działalność artystyczną głównie na scenach włoskich.  Była jednym z najciekawszych głosów swojej epoki, bardzo indywidualnym zabarwieniu, charakterystycznym vibrato, o bardzo dramatycznym wyrazie, prawdziwym kontraltem.

## Role
Kreowała wiele ról, doskonale odnajdując się w odrębnych epokach i stylach. Do jej koronnych ról należała Azucena w Trubadurze, Ulryka w Balu maskowym, śpiewała także Amneris w Aidze. Wielokrotnie współpracowała z RAI, gdzie prezentowała zarówno repertuar barokowy (Alessandro Stradella), jak i współczesny (np. brawurowo wykonana rola Eudozji w Płomieniu Ottorina Respighiego) czy Peter Grimes Benjamina Brittena, Huragan Lodovica Rokki. Śpiewała także repertuar rosyjski: Chiwria w Jarmarku Soroczyńskim Modesta Musorgskiego.

## Nagrania
Lucia Danieli jest znana przede wszystkim z nagrania ''Madame Butterfly (pod batutą Herberta von Karajana, z udziałem Marii Callas, Danieli śpiewała Suzuki). Przez firmy fonograficzne zapraszana była przede wszystkim do ról drugoplanowych (np. Maria w Mojżeszu w Egipcie Rossiniego, Przeorysza w Siostrze Andżelice).